# Melanotrichus brindleyi
Melanotrichus brindleyi är en insektsart som beskrevs av Knight 1968. Melanotrichus brindleyi ingår i släktet Melanotrichus och familjen ängsskinnbaggar. Inga underarter finns listade i Catalogue of Life.